# Campolongo Tapogliano
Campolongo Tapogliano är en kommun i regionen Friuli-Venezia Giulia i Italien och tillhörde tidigare även provinsen Udine som upphörde 2018. Kommunen hade 1 149 invånare (2018).